# Crescent City (Kalifornia)
Crescent City – miasto w hrabstwie Del Norte w Kalifornii. Według danych z 2009 miasto zamieszkiwało 7789 mieszkańców.
Miejscowość jest położona 20 mil (32 km) od granicy z Oregonem.
Z Crescent City pochodzi Haley Cope, amerykańska pływaczka.

## Tsunami
Miasto jest silnie narażone na występowanie fal Tsunami ze względu na położenie w Ognistym Pierścieniu Pacyfiku.